# アドナン・アル・タリヤニ
アドナーン・ハミース・アッ＝タリヤーニー（アラビア語: عدنان خميس الطلياني、ラテン文字転写: Adnan Khamees Al-Talyani、1964年10月3日 - ）は、アラブ首長国連邦出身の元サッカー選手である。
シャールジャで育ち、1970年代に町の通りでサッカーを始める。1980年にアル・シャーブCSCに加入して、1999年まで同クラブでプレイした。公式にサッカーから引退したのは2003年1月、彼の名誉を称える感謝試合にはイタリアチャンピオンのユヴェントスと世界の有名選手たちが集まった 。
UAE代表には、1983年にイラン人のヘシュマット・モハジェラニ監督によって初招集された。UAEが初めてFIFAワールドカップ出場を果たした1990年イタリア大会では、背番号10を背負って3試合すべてに出場した。
1997年に代表を引退するまでに、いずれも同国代表最多となる161キャップ52ゴールをマークした。このキャップ数は当時の世界最多記録だった 。

## 所属クラブ
- アル・シャーブCSC 1980年 - 1999年

## 代表歴
- UAE代表 1983年 - 1997年